# 新世紀黃蜂
新世紀黃蜂女子壘球企業聯隊，簡稱新世紀黃蜂，是企業女子壘球聯賽的球隊之一。

## 簡介
球隊由高雄市在地企業新世紀環保贊助與高雄市體育處及高雄市體育會合作於2017年成立，球隊由高雄市文山國小、五福國中、中正高工和樹德科大等校女壘隊的在學隊員與畢業校友組成。

## 隊職員及球員名單
| 領隊   | 施采萱 |
| 總教練 | 吳佳蓉 |
| 教練   | 傅炳清 |
| 教練   | 鄭俊男 |